# Lilla Anna och Långa farbrorn
Lilla Anna och Långa farbrorn är en bokserie för barn, skriven och illustrerad av Inger och Lasse Sandberg. Lilla Anna är en flicka i röd- och vitrandig klänning och Långa farbrorn är en man i randig gul kostym och hög grön hatt. Den finns även som TV-serie från 1974 och biofilmer.
Den första boken om Lilla Anna och Långa farbrorn kom till då författarparet väntade sitt tredje barn, ett sladdbarn, som de trodde skulle bli en flicka. Det blev dock en pojke, Mathias, som också fick en litterär figur uppkallad efter sig.
På Parken Zoo i Eskilstuna fanns Lilla Annas Sagovärld under åren 1992-1996. Tidigare fanns Lilla Anna i Lilla Annas Lekpark i Rottnerosparken utanför Sunne i Värmland, men är borta sedan flera år.

## Böcker
- 1964 – Vad Anna fick se
- 1965 – Lilla Anna och trollerihatten
- 1965 – Vad lilla Anna sparade på
- 1966 – Lilla Annas mamma fyller år
- 1966 – När lilla Anna var förkyld
- 1971 – Lilla Anna och långa farbrorn på havet
- 1972 – Lilla Annas julklapp
- 1972 – Var är lilla Annas hund?
- 1973 – Lilla Anna flyttar saker
- 1973 – Lilla Anna leker med bollar
- 1973 – Lilla Anna – kom och hjälp
- 1975 – Lilla Anna i glada skolan
- 1976 – Var är långa farbrorns hatt
- 1979 – Lilla Anna och de mystiska fröna
- 1982 – Lilla Anna reser till landet mittemot
- 1987 – Lilla Anna räddar Oskar
- 1990 – Grattis lilla Anna, samlingsvolym med  Vad Anna fick se, Lilla Anna och trollerihatten, Lilla Annas mamma fyller år
- 2008 – Lilla Anna och lilla Långa Farbrorn

## Filmer och TV-serier
- 1974 – Lilla Anna och Långa farbrorn (TV-serie)
- 2011 – Var inte rädd Långa Farbrorn
- 2012 – Lilla Anna och Långa farbrorn